# Askar Akajew

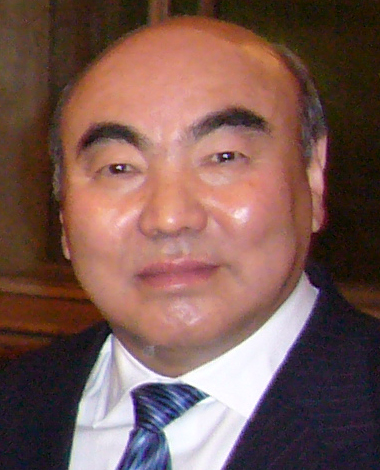
Askar Akajew (2007)

Askar Akajewitsch Akajew (kirgisisch/russisch Аскар Акаевич Акаев; * 10. November 1944 in Kysyl-Bajrak, Kirgisische SSR) war 1990–1991 Präsident der Kirgisischen SSR und 1991–2005 der erste Staatspräsident des unabhängigen Kirgisistan.

## Leben

### Familie und Jugend
Askar Akajew wurde  am 10. November 1944 in Kysyl-Bajrak (Oblus Tschüi) nahe Kemin unweit der Hauptstadt Bischkek geboren. Jeder Kirgise wird einem von 40 Stämmen zugeordnet, Akajew gehört zum Stamm der Sarybagysch. Sein Vater, Akai Tokojew, war Kollektivbauer.
Askar Akajews Vater musste infolge des von den Basmatschi getragenen Aufstands in Zentralasien 1916 nach Qing-China fliehen, kehrte jedoch nach Kirgisistan zurück und wurde Kollektivbauer. Akajews Mutter hieß Asel Tokojewa und gebar zahlreiche Geschwister.

### Ausbildung und Wissenschaftliche Laufbahn
Nachdem Akajew sein Abitur 1961 erfolgreich mit einer Goldmedaille abgeschlossen hatte, verließ er Kirgisistan und trat in das Kiewer Luftfahrtinstitut (Nationale Luftfahrt-Universität) ein. Jedoch studierte er dort nicht, um ein Fernstudium an der Fakultät für Mechanik des Polytechnischen Instituts Frunse (Kirgisische Staatliche Technische Universität) zu machen. Dieses Studium schloss er nicht ab und studierte in Leningrad (dem heutigen Sankt Petersburg) Physik am Leningrader Institut für Feinmechanik und Optik. Er schloss sein Studium 1968 oder 1967 mit Auszeichnung ab. Nach seinem Studium schlug er eine wissenschaftliche Laufbahn ein und kehrte 1972 nach Kirgisistan zurück. Dort lehrte er am Polytechnischen Institut Frunse (dem heutigen Bischkek). 1980 verteidigte er seine Doktorarbeit am Moskauer Institut für Technische Physik.
1988 wurde er zum Präsidenten der Kirgisischen Akademie der Wissenschaften ernannt. Er ist Verfasser über 150 wissenschaftlicher Arbeiten, Professor und Ehrendoktor.

### Karriere als Politiker

#### In der Sowjetunion
Akajew war zwar lange Zeit Mitglied in der KPdSU, aber politisch nicht aktiv. 1986 wurde er Leiter der Abteilung für Wissenschaft und höhere Bildungseinrichtungen des Zentralkomitees der Kommunistischen Partei Kirgisistans. Danach nahm er vermehrt an Parteiveranstaltungen Teil und etablierte sich als Demokrat und gemäßigter Kritiker des Systems. Nach den Unruhen in Osch 1990, an denen er unbeteiligt war, gewann er an Beliebtheit. Der einstige politische Außenseiter wurde Mitglied im ZK der KPdSU und wurde 1990 vom Obersten Sowjet der Kirgisischen SSR zum Parlamentspräsidenten ernannt.
Er vermittelte zwischen den verschiedenen Volksgruppen seines Landes und führte regelmäßige Aussprachen am Runden Tisch durch. Am 27. Oktober 1990 wurde er durch das Parlament zum Staatspräsidenten der Kirgisischen SSR gewählt. Gründe für seine Stärke bei der Wahl waren die Schwächung des Generalsekretärs der KPdSU der Kirgisischen SSR Absamat Masalijew nach den Unruhen in Osch und die zunehmend auf Reformen ausgerichtete politische Lage.

#### Präsidentschaft
Nach dem Augustputsch in Moskau von 1991 erklärte Akajew seine Republik für unabhängig. Bei der ersten Präsidentschaftswahl in Kirgisistan 1991, wie auch bei den Wahlen am 24. Dezember 1995, wurde er in seinem Amt bestätigt.
Zu Beginn seiner Regierungszeit war er national und international umstritten. Akajew leitete zu Beginn seiner Regierungszeit umfassende Reformen ein, die seine Position letztendlich festigten. Zu diesen Reformen gehörten die Umwandlung der Plan- in eine Marktwirtschaft durch rasche Privatisierung, die vielen als zu überstürzt galt, und Schritte hin zur Demokratie. Kirgisistan galt als Vorbild in Sachen Demokratie unter den GUS-Staaten und wurde häufig als „Insel der Demokratie“ in Zentralasien bezeichnet. Kirgisistan erhielt deshalb mehr internationale Hilfe als die Nachbarländer, die für die Transformation zur Marktwirtschaft nötig waren. Dieser Umbau zur Marktwirtschaft verlief größtenteils zwischen 1991 und 1994. Bis 1994 waren 85 % der Staatsunternehmen privatisiert. 1993 wurde Kirgisistan Mitglied der Weltbank und löste sich durch die Einführung des Som vom Rubel los.
Jedoch lieferte die Marktwirtschaft nicht die erwarteten Ergebnisse. Kirgisistan verarmte zunehmend; zum Ende der UdSSR lebten nur etwa 12 % der Bevölkerung in Armut, 1995 waren es bereits 84 %. Die Arbeitslosigkeit nahm ebenfalls rapide zu. Zur selben Zeit versuchte Akajew, Familienmitglieder in wichtige Posten zu setzen, was Empörung bei der Opposition auslöste. Nachdem in einem Skandal herauskam, dass Akajews Familie die Kumtor-Mine besaß, fiel seine Beliebtheit schnell ab. Um dem entgegenzuwirken, ließ Akajew 2 oppositionsnahe Zeitungen schließen und Journalisten verhaften. Er hob Parlamentsmitglieder in wichtige Ämter, um sich ihre Loyalität zu sichern und ließ große Feierlichkeiten veranstalten. Um von seinem während der Veranstaltungen kurzzeitig verbesserten Ruf zu profitieren, ließ er die Parlamentswahlen vorziehen.
Der zunehmend autoritäre Regierungsstil des Präsidenten verwandelte das Land in eine Autokratie. Obwohl die Verfassung nur zwei Amtszeiten vorsah, entschied das Verfassungsgericht im Sommer 1998, dass der Präsident sich im Jahr 2000 erneut zur Wahl stellen konnte, da bei seiner ersten Wahl die erst 1993 in Kraft getretene Verfassung noch nicht galt. Die Wahlen vom 29. Oktober 2000 waren dann von massiven Unregelmäßigkeiten begleitet.
Erneute Wahlfälschungen und andere Unregelmäßigkeiten gab es bei den Wahlen 2005 nach Aussagen von internationalen Organisationen. So wurde durch die Lenkung und Zensur der Medien ein fairer Wahlkampf für die Opposition unmöglich gemacht. Der Ausgang der Wahl hat zu anhaltenden massiven Unruhen geführt, unter anderem mit Demonstrationen und Besetzungen von öffentlichen Gebäuden. Am 22. März gab Akajew dann eine teilweise Überprüfung (regionaler) Wahlergebnisse bekannt, was jedoch von der demokratischen Opposition als taktischer Schachzug gesehen wurde. Am 24. März sah sich Akajew gezwungen, nach Kasachstan zu fliehen, nachdem Demonstranten mehrere Regierungsgebäude besetzt hatten und Russland angekündigt hatte, es werde nicht intervenieren. Von Kasachstan aus floh er weiter nach Moskau, wo er am 4. April 2005 offiziell seinen Rücktritt als Präsident Kirgisistans verkündete. Am nächsten Tag bedauerte Akajew die Ausschreitungen in einer Videoansprache und entschuldigte sich dafür bei seinen Landsleuten.

### Exil
Nach der Tulpenrevolution verließ Akajew Kirgisistan, da er dort strafrechtlich verfolgt wurde, und ging ins Exil nach Russland. Dort nahm er eine Stelle an der Lomonossow-Universität Moskau an und forscht an komplexen mathematischen Systemen.
Anlässlich des Todes seines älteren Bruders im August 2014 wollte Akajew wieder in die Heimat zurückkehren. Doch auf dem Weg zum Flughafen verzichtete er plötzlich auf die Reise, nachdem ihm mitgeteilt wurde, er könne direkt nach seiner Ankunft in Bischkek festgenommen werden. Nach eigenen Angaben habe sich Akajew nach seiner Absetzung komplett aus der Politik herausgehalten und verfolge nur gelegentlich die politischen Entwicklungen in Kirgistan.
2006 wurde er zum auswärtigen Mitglied der Russischen Akademie der Wissenschaften gewählt.
2021 kehrte er aus seinem Exil nach Kirgisistan zurück. Die kirgisische Generalstaatsanwaltschaft stellte alle Strafverfahren wegen Korruption gegen ihn ein.
In einem Interview 2023 sagte Akajew, Kirgisistan solle Russland als deren Verbündeter bei der Invasion der Ukraine unterstützen.

## Publikationen (Auswahl)
- Holographic Memory. New York, NY: Allerton Press, 1997.
- Log-Periodic Oscillation Analysis Forecasts the Burst of the “Gold Bubble” in April – June 2011 // Structure and Dynamics 4/3 (2010): 1-11.
- Technological development and protest waves: Arab spring as a trigger of the global phase transition // Technological Forecasting & Social Change 116 (2017): 316–321.